# Ocnogyna meridionalis
Ocnogyna meridionalis är en fjärilsart som beskrevs av Adalbert Seitz 1910. Ocnogyna meridionalis ingår i släktet Ocnogyna och familjen björnspinnare. Inga underarter finns listade i Catalogue of Life.